# پدرتباری

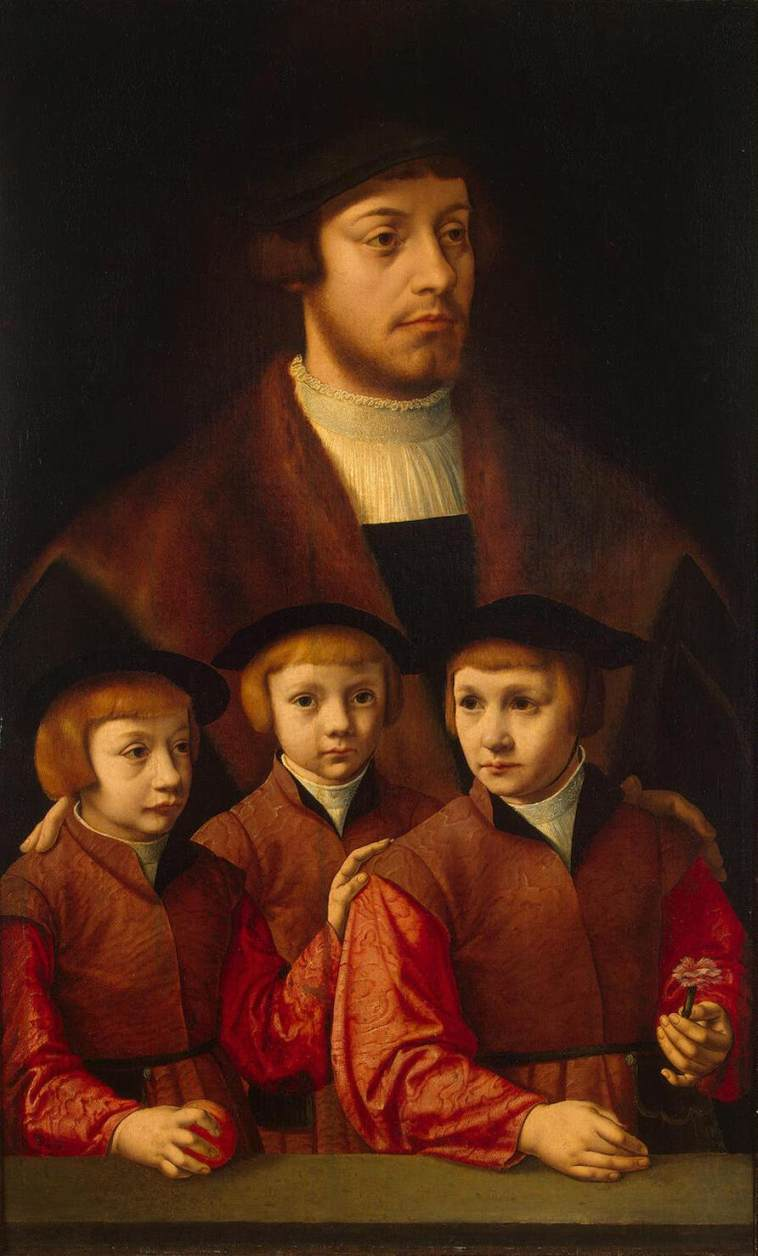
شجره نامه یک سیستم مشترک خویشاوندی است که در آن عضویت خانوادگی فرد از طریق خط پدری مشتق و ثبت می شود. این امر به طور کلی شامل ارث بردن دارایی، حقوق، نام یا عنوان توسط اشخاص مرتبط از طریق اقوام مرد است.

پدرتباری (انگلیسی: Patrilineality) یک سیستم خویشاوندی رایج است که در آن عضویت خانوادگی یک فرد از نسب پدرش نشأت می‌گیرد و از طریق آن ثبت می‌شود. به‌طور کلی شامل ارث بردن دارایی، حقوق، نام یا عنوان‌ها توسط افراد مرتبط از طریق خویشاوندان مرد است.